# NGC 43
NGC 43 ist eine Linsenförmige Galaxie vom Hubble-Typ SB0 im Sternbild Andromeda am Nordsternhimmel. Sie ist schätzungsweise 222 Millionen Lichtjahre von der Milchstraße entfernt und hat einen Durchmesser von etwa 110.000 Lichtjahren. Vom Sonnensystem aus entfernt sich das Objekt mit einer errechneten Radialgeschwindigkeit von näherungsweise 4.800 Kilometern pro Sekunde.
Die Galaxie gilt als Teil der 18 Mitglieder zählenden Lyons Groups of Galaxies LGG 1 um NGC 7831.
Das Objekt wurde am 11. November 1827 von dem britischen Astronomen John Herschel entdeckt.

## Galaktisches Umfeld
| Nr. | Galaxie          | Alternativname            | Rek           | Dek           | Distanz/asec |
| --- | ---------------- | ------------------------- | ------------- | ------------- | ------------ |
| →   | NGC 43           | PGC 875                   | 00h13m00.75s  | +30d54m55.0s  | 0            |
| 1   | LEDA/PGC 1924587 | WISEA J001255.84+305621.7 | 00h12m55.842s | +30d56m21.89s | 107.58       |
| 2   | LEDA/PGC 921     | UGC 130                   | 00h13m56.92s  | +30d52m58.6s  | 731.84       |
| 3   | LEDA/PGC 1917815 | 2MASX J00134527+3046588   | 00h13m45.27s  | +30d46m59.1s  | 744.85       |
| 4   | NGC 39           | LEDA/PGC 852              | 00h12m18.86s  | +31d03m39.9s  | 752.39       |
| 5   | LEDA/PGC 1918660 | 2MASX J00120957+3048060   | 00h12m09.60s  | +30d48m06.2s  | 772.75       |
| 6   | LEDA/PGC 1927012 | 2MASX J00115971+3059500   | 00h11m59.71s  | +30d59m50.3s  | 839.56       |
| 7   | LEDA/PGC 1933768 | NSA 126400                | 00h13m12.496s | +31d08m45.89s | 844.55       |
| 8   | LEDA/PGC 1927069 | 2MASX J00115729+3059560   | 00h11m57.29s  | +30d59m55.7s  | 869.88       |
| 9   | LEDA/PGC 1919629 | 2MASX J00140955+3049278   | 00h14m09.58s  | +30d49m27.9s  | 946.07       |
| 10  | LEDA/PGC 1917566 | 2MASX J00115653+3046400   | 00h11m56.57s  | +30d46m39.7s  | 962.67       |